# Polystichum braunii
O-azevinho-de-Braun (Polystichum braunii) é uma espécie de Polystichum.
É nativa da Eurásia e da América do Norte.